# حجاب در ایران
پس از حمله اعراب به ایران در قرن هفتم، اسلام دین و فرهنگ غالب در این کشور شد، از آن زمان حجاب اسلامی به عنوان پوششی عرفی که متشکل از روسری ساده‌ای بود که مو و گردن را می‌پوشاند بین زنان ساکن در این اقلیم رایج گشت. حجاب برای مسلمانان نماد عفت تلقی می‌شود.

## قبل از اسلام
برای قرن‌های متمادی، پیش از اسلام، پوشش سر یک عرف لباس برای زنان در ایران بزرگ بود. وجود اولین پوشش سر در منطقه از نظر تاریخی در بین‌النهرین به عنوان یک لباس مکمل تعریف شده‌است، پوشش سر بعدها در آشور موقعیت ممتازی یافت و در قوانین اجتماعی درج شد. پوشش سر نماد موقعیت زنان طبقات بالا و سلطنتی شد، و قانون زنان دهقان، برده‌ها و روسپی‌ها را از پوشش سر منع و متخلفان مجازات می‌شدند. پس از اینکه ایرانیان باستان نینوای آشور را در سال ۶۱۲ قبل از میلاد و بابل کلدانی را در سال ۵۳۹ قبل از میلاد فتح کردند، نخبگان حاکم بر آنها آن آداب و رسوم بین‌النهرین را پذیرفتند. در دوران حکومت سلسله‌های ایران باستان، حجاب ابتدا منحصر به ثروتمندان بود، اما به تدریج در کل جامعه رواج یافت و معیار شرم و حیا شد. با بررسی آثار و وسایل به‌دست آمده از تفحص‌های باستان شناسی، تفاوت‌هایی در پوشش زنان ـ بخصوص پوشش سر ـ در بین حکومت‌های ماد، هخامنشیان، اشکانیان و ساسانیان مشاهده می‌شود. البته این تفاوت پوشش سر زنان، در میان طبقات بالا و مرفه جامعه مانند زنان ملکه بوده‌است و درباره پوشش سر در بین زنان عادی جامعه اطلاعات چندانی در دست نیست. در دوران مادها؛ زنان پیراهن بلندی که تا روی پاها کشیده شده و یک شال تزئینی و بدون درز در سرشانه قرار می‌گرفته، می‌پوشیدند. اما موهایشان بدون پوشش و به صورت باز و مرتب به پشت سر بوده‌است. در زمان هخامنشیان تفاوتی میان لباس مردان و زنان وجود ندارد و تنها وجه اختلاف این است که زنان نوعی تاج بر سر داشتند و پارچه نازکی به پایین تاج متصل بوده که دنباله آن در پشت سر آویزان بود‌ه‌است. این نوع پوشش در میان ملکه‌ها رایج بوده و قد آن پارچه متصل به تاج نیز تا زانو کشیده می‌شده‌است. با بررسی نقوش مختلفی که از دوره اشکانیان به‌دست آمده پوشش زنانشان شامل پیراهن،چادر و کفش می‌باشد. آنها پارچه مستطیل شکلی را به حالت استوانه در پایین شانه در قسمت جلوی لباس، با دکمه یا فلز گرد و منقشی متصل می‌کردند. زنان ملکه آن را به کمر می‌بستند ولی در میان زنان طبقات مرفه جامعه اینگونه بوده که این پوشش پس از قرار گرفتن بر روی سر، شانه‌ها را پوشانده و انتهای دیگر آن در دست چپ جمع می‌شده‌است. زنان در دوران ساسانیان پوششی را بر سر می‌گذاشتند که گشاد و پرچین بود و بلندای آن تا وسط ساق پاها بوده‌است. این پوشش از لحاظ قد و بلندی آن متغیر بوده که در برخی آثار باقی‌مانده از آنان درازای این پوشش تا حدود شانه‌هاست. ملکه‌های ساسانی پوششی بر سر نمی‌انداختند؛ بلکه بر روی پیراهن‌های بلند و آستین‌داری که می‌پوشیدند؛ پوشش وسیعی ـ مانند شنل ـ قرار می‌گرفت که دو انتهای آن به طرز جالبی در جلوی لباس به هم متصل می‌شدند.

## پس از اسلام
پس از فتح ایران ساسانی توسط اعراب، مسلمانان اولیه به دلیل نفوذ شدید فرهنگی ایران، حجاب را پذیرفتند. در قرآن ۲۴ آیه به امر حجاب توجه دارند ولی اکثرا در مورد پوشاندن عورت هستند دقیقترین آنها آیه ۳۱ سوره نور است که به زنان مومن برای پوشاندن گریبان خود توصیه می‌کند.
این وضعیت کلی در قرون وسطی پس از ورود قبایل کوچ نشین ترک از آسیای مرکزی که زنانشان پوشش سر نداشتند تا حدودی تغییر کرد. با این حال، پس از تمرکز صفویان در قرن شانزدهم پوشش سر به عنوان پوشش استاندارد برای زنان در مناطق شهری در سراسر امپراتوری ایران تعریف شد.
البته این امر در میان روستاییان و عشایر رایج نبوده و می‌شد زنان بدون پوشش سر را در میان آنها یافت. در یک نگاه کلی می‌توان گفت، همواره پوشاندن مو در میان زنان ایران امر عادی بوده و برداشتن آن بی‌ادبی تلقی می‌شده‌است.

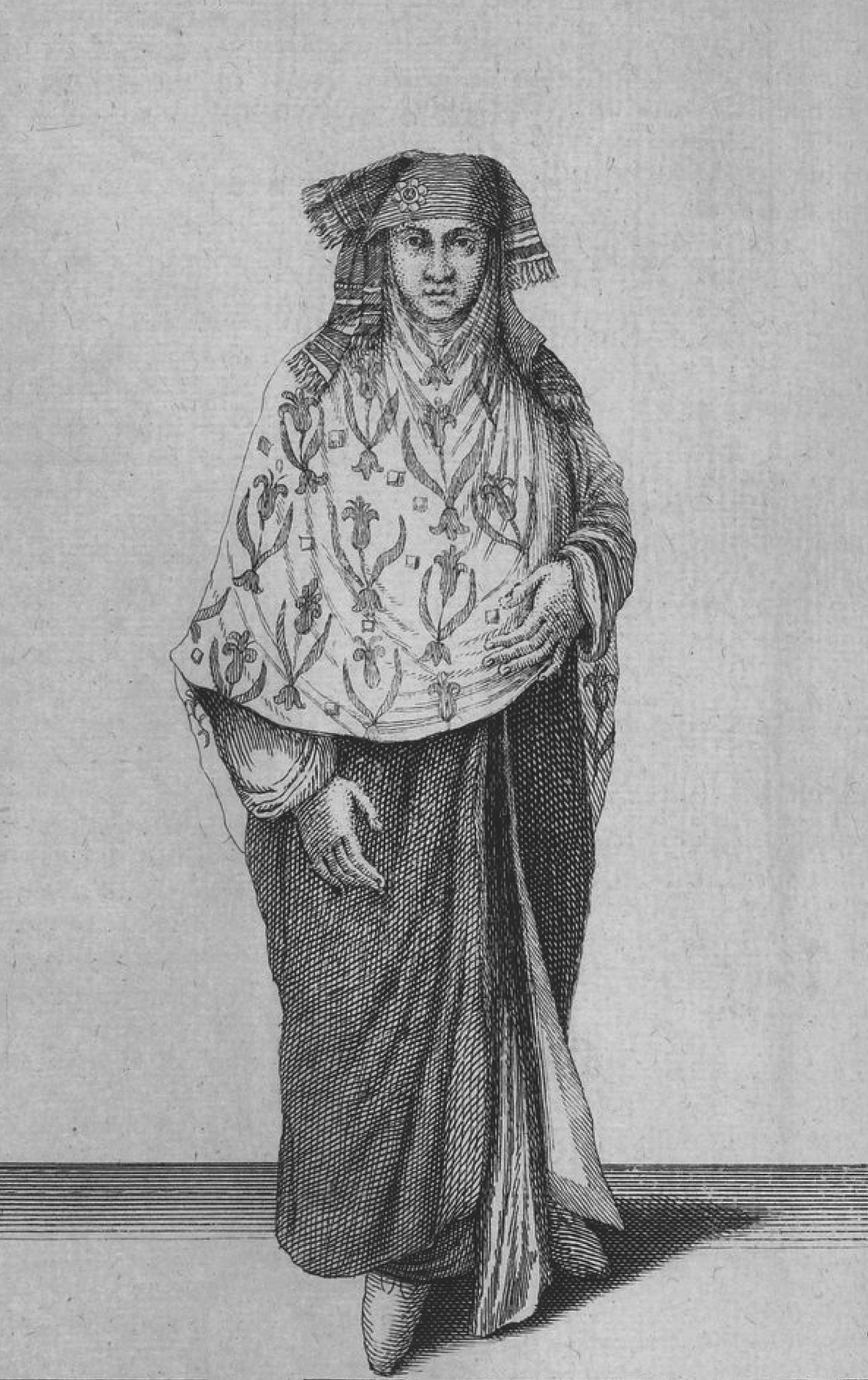
تصویر یک زن زرتشتی ایران در قرن شانزده میلادی از سفرنامه ژان شاردن

### دوران مدرن
طاهره قرةالعین در سال ۱۲۶۴ قمری در واقعه بدشت سخنرانی کرد و با حاضر شدن بدون نقاب روبنده حاضران را شگفت‌زده کرد. او همچنین جدائی دین بابی از دین اسلام و نسخ احکام و سنن قدیم را اعلام کرد. هدی شعراوی در مصر همین کار را کرد.
در دربار قاجار، مسافرت‌های شاه به اروپا و مشاهداتش از وضعیت پوشش زنان اروپایی در دربار تأثیر به سزایی داشت. به تدریج موضوع «کشف حجاب» در قالب تجدد خواهی به محافل روشنفکری و اشعار شعرا نفوذ کرد و در مطبوعات منعکس شد.

#### مجمع کشف حجاب
روزنامه دیلی تلگراف در تاریخ ۳ ژوئن ۱۹۲۷ میلادی (۱۲ خرداد ماه ۱۳۰۶خورشیدی) در ذیل خبری با عنوان «بانوان عصر جدید ایران؛ مبارزه برای آزادی» نوشت:
مبارزه‌ای که بانوان متجدد و روشنفکر ایران برای آزادی نسوان شروع کرده‌اند ممکن است دامنه آن به کشمکش و تصادم میان اولیای امور و رهبران این نهضت کشیده شود. به درخواست مکرر نمایندگان علماء و بنا به قولی، روی خواهش شوهران غیور و حسود، شب گذشته، قوای انتظامی به باشگاهی که زنان بی‌حجاب با لباس‌های شبانه آخرین مد پاریس، با مردها اجتماع کرده، حمله بردند. مدیر باشگاه بازداشت و زندانی شد و هنوز معلوم نیست چه جرمی علیه او اعلام خواهد شد. زن‌ها اجتماعاتی تشکیل داده، … به اولیای امور اعتراضات شدیدی نموده‌اند. این بانوان متجدد، مدعی هستند که یکی از عوامل مهم نهضت زنان ایران، همان نفرت و دوری از همسری با دخترانی است که آن‌ها را به چشم ندیده و نشناخته و از این رو جوانان ایرانی، برای ازدواج با دختران اروپایی بیشتر اظهار تمایل می‌نمایند.
ابوالقاسم آزاد و همسرش شهناز آزاد رشدیه (دختر میرزا حسن رشدیه) در مرداد ماه ۱۲۹۹ خورشیدی نشریه‌ای به نام «نامه بانوان» منتشر کرد. وی از مدتی قبل انجمنی مخفی تحت عنوان «مجمع کشف حجاب» تأسیس کرده بود و جلسات این انجمن با حضور زنان و مردان در منزل وی و دیگر اعضاء انجمن تشکیل می‌شد. در این جلسات افرادی چون یحیی دولت‌آبادی شرکت می‌کردند و به بحث و گفتگو می‌پرداختند. این مجمع پس از مدتی فعالیت از سوی شهربانی منحل و آزاد نیز دستگیر و مدتی محبوس شد؛ فعالیت‌های او برای کشف حجاب چهار بار او را راهی زندان و تبعید کرد…

پوشش زنان قبل از کشف حجاب با چادر و پارچه سفیدی که به‌عنوان روبند استفاده می‌شد

از اواسط دهه ۱۳۰۰ انتقاد به حجاب دست‌کم در تهران آسان‌تر شده بود. گروه‌های فعال جنبش زنان ایران از حجاب انتقاد می‌کردند، برای مثال نشریه عالم نسوان در سال ۱۳۱۰ بحثی دربارهٔ حجاب باز کرد و فراخوانی برای این بحث چاپ نمود. پاسخ‌های موافق و مخالف داده می‌شد. در مجموع، زنان از بی‌حجابی بسیار دفاع کردند و انحطاط اخلاقی جامعه را از سرکوب زنان توسط مردان می‌دانستند. هدی شعراوی نیز در همین دوره، در سال ۱۳۰۲ در مصر حجاب اسلامی‌اش را به نشانه حمایت از جنبش فمینیستی با اهدافی گسترده‌تر، در دریای مدیترانه انداخت.

#### کشف حجاب رضاشاه
رضا شاه پس از سفر به ترکیه در ۱۲ خرداد ۱۳۱۳، تحت تأثیر اقدامات تندروانهٔ آتاتورک قرار گرفت. در این دوره نیز ممنوعیت حجاب در مدرسه‌های دخترانه پخش شد، و قانونی در این راستا تصویب شد.
او این مسئله را پس از یک سال از گذشت سفر به ترکیه در آذر ۱۳۱۴ به محمود جم «رئیس‌الوزرا» چنین بازگو کرد:
نزدیک دو سال است که این موضوع سخت فکر مرا به خود مشغول داشته‌است، خصوصاً از وقتی که به ترکیه رفتم و زن‌های آن‌ها را دیدم که «پیچه» و «حجاب» را دور انداخته و دوش به دوش مردهایشان در کارهای مملکت به آن‌ها کمک می‌کنند، دیگر از هر چه زن چادری است بدم آمده‌است. اصلاً چادر و چاقچور دشمن ترقی و پیشرفت مردم است. درست حکم یک دمل را پیدا کرده که باید با احتیاط به آن نیشتر زد و از بینش برد.

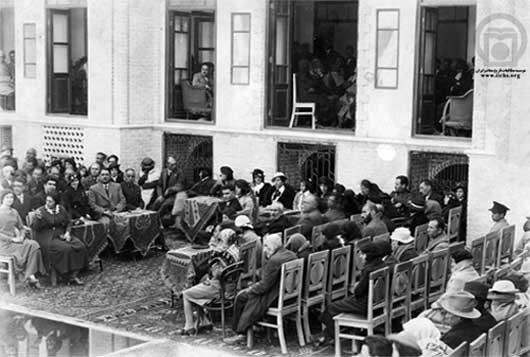
جشن کشف حجاب در قم

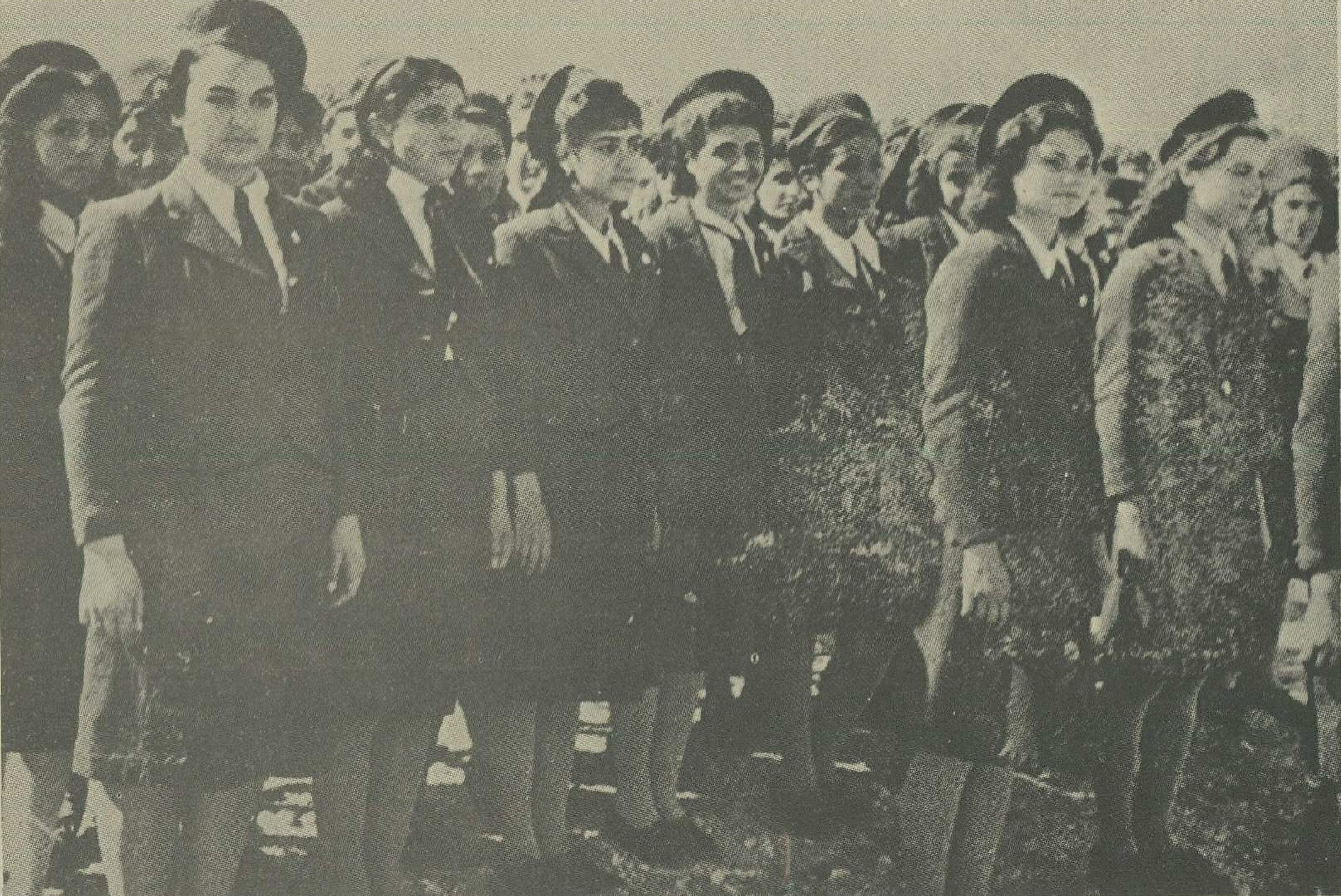
دختران دانشسرای مقدماتی در روز کشف حجاب

از این رو بخشنامهٔ کشف حجاب جهت تصویب رضاشاه در تاریخ ۲۷ آذر ۱۳۱۴ از طرف رئیس‌الوزرا به دربار فرستاده شد تا در آغاز دی‌ماه فرمان اجرای رسمی قانون کشف حجاب به تمام ولایات ایران ارسال گردد. رضاشاه در ۱۷ دی سال ۱۳۱۴ طی جشن فارغ‌التحصیلی دختران بی‌حجاب در دانشسرای مقدماتی رسماً بر کشف حجاب تأکید کرد.
در روز ۱۷ دی ۱۳۱۴ تاج‌الملوک آیرُملو، همسر رضاشاه و دخترانشان شمس و اشرف بدون حجاب به دانشسرای تربیت معلم رفتند. این نخستین‌بار بود که خانواده شاه بدون حجاب و روبنده در مجمعی عمومی ظاهر می‌شدند.
از نزدیکان رضاشاه نقل شده‌است که فرمان کشف حجاب برای رضاشاه دردآور بود، اما برای اعتلای زنان ایرانی این فرمان را ضروری می‌دانست.